# Tropenmuseum
El Tropenmuseum (català: Museu dels Tròpics) és un museu etnogràfic situat a Amsterdam, Països Baixos, fundat el 1864, És un dels museus més grans d'Amsterdam, el museu acull exposicions permanents i temporals, així com el Tropenjunior, un museu per a nens. El Tropenmuseum forma part del Museu Nacional de les Cultures del Món, una combinació de tres museus etnogràfics als Països Baixos.

## Història
La història de la Tropenmuseum es remunta a 1864. En aquest any, la Societat per a la Promoció de la Indústria (Maatschappij ter Bevordering van Nijverheid) va decidir iniciar una col·lecció d'un museu sobre els territoris holandesos d'ultramar. Frederik van Eeden va ser l'encarregat de fer això. Una col·lecció, que encara forma part de les instal·lacions del museu, es va iniciar a l'àtic de la seva llar a Haarlem. Molts dels Països Baixos tenien col·leccions d'objectes d'origen procedents de les Índies Orientals holandeses i eren donats a Van Eeden. D'aquesta manera es va constituir el 1871 el primer Museu Colonial del món, que va romandre obert als visitants fins al 1923.
El 1926 es va inaugurar l'Institut Colonial va ser inaugurat oficialment per la reina Wilhelmina dels Països Baixos. El nou Institut Colonial tenia llavors un gran edifici, amb la seva entrada a Mauritskade, i el Museu Colonial de Linnaeusstraat. Tot i que part de les exposiciones estallen ofertes durant la II Guerra Mundial, una part de l'edifici va ser ocupada pel Grüne Polizei. Les persones i els objectes estaven ocults en tot tipus d'amagatalls i en els seus àtics. El museu es va tancar el 1944.
Els objectius i el nom del museu van canviar el 1950. Des de 1945 es va anomenar temporalment el Museu Indisch (Museu Indi), fins a convertir en el Tropenmuseum (Museu dels Tròpics). Com que la seva col·lecció consistia principalment en objectes de les colònies antigues, es van haver de concloure moltes noves compres i intercanvis amb altres museus. L'escassetat d'objectes va estimular la creativitat del museu. Les exposicions es van establir utilitzant articles d'utilitat relativament barats, enregistraments de so i "tableaux" recreats, creant una exposició innovadora.
El museu va ser àmpliament renovat als anys 70. Inicialment es va afegir una extensió per allotjar el museu infantil Tropenmuseum Junior (1975), una sala de teatre i un espai d'exposició addicional. Tropenmuseum Junior es va inaugurar el 1975. Després d'una anys de tancament, l'edifico va ser ampliamente renovat.

## Col·lecció
La col·lecció Tropenmuseum conté actualment més de 340,000 peces, de les quals 175,000 són Material Culture (objectes), 155,000 són material fotogràfic (fotografies, àlbums, diapositives, negatius) i 10,000 altres imatges (dibuixos, quadres, documents).

## Concepte actual
El museu va experimentar llavors un procés de gran renovación conceptual, transformant-se des d'un museu colonial a un museu crític amb el colonialisme, marcant una nova tendència en la renovació dels museus de caràcter etnològic. El museu pretén mostrar la diversitat cultural i mostrar la societat d'avui com a resultat del multiculturalisme, amb un discurs crític sobre el passat colonial.
Segons el Museu, la seva missió és la següent: "A partir de temes generals com l'amor, el dol, la celebració i el conflicte, tractem de despertar la nostra curiositat sobre l'enorme diversitat cultural que enriqueix el món. Aquestes històries autèntiques són la clau d'un món en el qual tots estem units. En involucrar activament als nostres visitants i grups d'interès en la recollida, interpretació i compartició d'aquests testimonis, augmentem la comprensió d'aquests vincles mútus. Això, al seu torn, ens permet inspirar una actitud oberta al món i ajudar a formar una comunitat global. Aquesta és la nostra missió. Som un museu de persones"
La posició mutlicultural del museu va generar problemes amb el govern holandès, que va pretendre reduir fortament el seu finançament fins al punt d'estar amenaçat per la possibilitat de tancament. El 2011, el govern dels Països Baixos va anunciar que l'any següent ja no subvencionaria el museu i el Royal Tropical Institute (KIT) associat. La Nederlandse Museum Vereniging (Associació de Museus de Països Baixos) va mostrar-se contrària a les retallades proposades.